# Кларк, Ричард Алан
Ричард Алан Кларк (англ. Richard Alan Clarke; род. 27 октября 1950, Дорчестер) — американский политик и публицист, бывший советник администрации президента США, специалист по борьбе с терроризмом.
Работал в Государственном департаменте США, в 1990-е занимался координированием борьбы с терроризмом, был советником президентов.
Получил широкую известность за свою роль в деятельности по борьбе с терроризмом при администрациях Клинтона и Буша-мл. (контртеррористический «царь»). В марте 2004 года выступил в передаче CBS 60 минут, издал мемуары «Против всех врагов: Война Америки с терроризмом», посвященные его службе в правительстве, и выступил перед комиссией по расследованию терактов 9/11. Во всех трех случаях Кларк чрезвычайно резко отозвался о деятельности администрации Дж. Буша по борьбе с терроризмом и обвинил её в полном игнорировании угрозы от Аль-Каиды перед атаками 11 сентября.

## Биография
Родился в 1950 году в семье бостонского работника кондитерского производства и медсестры.
Получил степень бакалавра в Пенсильванском университете (1972, избран в Sphinx Senior Society).
С 1973 по 1978 год работал в Пентагоне (DoD) в качестве аналитика по вопросам ядерного оружия и безопасности европейских стран. В 1978 году получил степень магистра по менеджменту в MIT (1978).

## Карьера
Работал в Государственном департаменте США с 1979 года на должности ведущего аналитика, также участвовал в работе бюро военно-политических отношений (PM) до 1985 года. При администрации Рейгана (1985—1989) был заместителем помощника госсекретаря США по разведке. В администрации Дж. Буша старшего занимал пост помощника госсекретаря США по военно-политическим отношениям (возглавлял бюро PM).
В 1992 году стал председателем Группы антитеррористической безопасности и вошел в состав Совета национальной безопасности США, где занимался координированием противотеррористической деятельности различных агентств. В 1998 году президент Билл Клинтон назначил его на пост Национального координатора по безопасности, защите инфраструктуры и контртерроризму.
В 2001 году начал работу в администрации президента Дж. Буша младшего, став специальным советником президента по борьбе с терроризмом, затем — советником президента по безопасности в киберпространстве. После этого возглавил президентский совет по защите важнейших объектов инфраструктур  (President's Critical Infrastructure Protection Board, PCIPB).
Покинул администрацию президента в январе 2003 года. После отставки занимался преподаванием (институт государственного управления им. Джона Ф. Кеннеди при Гарвардском университете), выступал в СМИ, публиковал книги.
В августе 2013 года вошел в состав комиссии по надзору за АНБ и другими разведывательными ведомствами (англ. Review Group on Intelligence and Communications Technology). Кроме него в комиссии ещё два бывших работника Белого Дома и бывший заместитель директора ЦРУ.

## Публикации
- Против всех врагов: война Америки с терроризмом / Against All Enemies: Inside America’s War on Terror, 2004, ISBN 0-7432-6024-4[17][18]
- Об идеях более эффективной контртеррористической политики / Defeating the Jihadists: A Blueprint for Action, 2004 — ISBN 0-87078-491-9
- Ваше правительство подводит вас: разорвать круг бедствий национальной безопасности / Your Government Failed You: Breaking the Cycle of National Security Disasters, 2008. ISBN 978-0-06-147462-0
- Кибервойна: новая угроза национальной безопасности и пути её преодоления[19] / Cyberwar. The Next Threat to National Security and What to Do About It. Richard A. Clarke, Robert K. Knake. — Ecco, HarperCollins — 2010. 290 страниц.[20][21][22][23]
- Как Китай ворует наши секреты / How China Steals Our Secrets, 2012, New York Times[24]
- Третья мировая война. Какой она будет? — 2011, СПб.